# Іраксько-британські відносини
Іраксько-британські відносини — це зовнішні відносини між Іраком і Сполученим Королівством.
Нинішнім послом в Іраку є Стівен Хікі.

## Історія
Історія британсько-іракських відносин бере свій початок із створення Іраку в 1920, коли він контролювався Великою Британією; шляхом створення окремих провінцій від Мосула до Басри. У 19 столітті європейці (переважно британці) почали цікавитися дослідженнями, оглядом, шпигунством і торгівлею в Месопотамії, а також судноплавством по її річках. До 1914 року зростала тривога щодо безпеки перських нафтових родовищ на іншому березі Перської затоки, це були родовища, які постачали Королівський флот.

### Перша Світова Війна
Османська імперія вступила в Першу світову війну на боці Німеччини і відразу стала ворогом Британії та Франції. Чотири великі операції союзників атакували османські володіння. Галліпольська кампанія з контролю над протоками провалилася в 1915—1916 роках. Перша месопотамська кампанія з вторгненням до Іраку з Індії також провалилася. Другий захопив Багдад у 1917 році. Синайська та Палестинська кампанія з Єгипту була успіхом Британії. До 1918 року Османська імперія зазнала військової невдачі. Наприкінці жовтня вона підписала перемир'я, яке означало капітуляцію.

### Заснування Іраку
До кінця Першої світової війни британські війська контролювали три провінції (Багдад, Басра та Мосул), і британській адміністрації в Багдаді довелося визначитися з їхнім майбутнім. Османська імперія розвалилася, залишивши колишні арабські провінції в підвішеному стані, і колоніальні держави Британії та Франції мали на меті поглинути їх у свої імперії; однак араби та інші жителі твердо відчували, що їм обіцяли незалежність. Тоді Ірак став британським мандатом, вирізаним із трьох колишніх османських провінцій. Серед жителів Іраку відразу ж виникло обурення через те, що вони сприймали як шараду, і в 1920 році країною поширилося сильне повстання, ситуація була настільки поганою, що британський командувач, генерал сер Ейлмер Холдейн, свого часу закликав до поставок отруйного газу. Мандат об'єднав три різні провінції під владою імпортованого хашимітського короля Фейсала. Окрім природних географічних відмінностей, Ірак був складною сумішшю етнічних і релігійних груп. Зокрема, бунтівні курди на півночі не дуже хотіли керувати ними з Багдада, тоді як на півдні представники племен і шиїти так само ненавиділи центральний контроль. Виконуючи свій мандат, британці посіяли насіння майбутніх заворушень. Були й інші спірні питання. Іракці глибоко обурювалися нав'язаними їм кордонами, які відрізали їх від Кувейту, міні-держави, яку вони вважали частиною своєї країни. Ці кордони також означали, що Ірак мав лише обмежений доступ до вод Перської затоки. Британці нав'язали монархію та певну форму демократії, але навіть після надання формальної незалежності в 1930 році більшість іракців вважали, що британці справді керують країною.
Ірак залишався сателітом Великої Британії протягом наступних трьох десятиліть згідно з умовами договору, підписаного в 1930, який передбачав збереження британських військових баз і угоду про навчання іракської армії [1]. За іронією долі, ця армія стала розсадником невдоволення британською присутністю, особливо серед нових офіцерів-націоналістів. Після смерті короля Фейсала в 1933 році країною фактично керувала група полковників, які бачили себе майбутніми визволителями пригнобленого Іраку.

### Друга Світова Війна
Англо-іракська війна (2–31 травня 1941) — військова кампанія союзників під керівництвом Великої Британії, спрямована на відновлення контролю над Іраком та його основними нафтовими родовищами. Рашид Алі захопив владу в 1941 році за допомогою Німеччини. Кампанія призвела до падіння уряду Алі, повторної окупації Іраку британцями та повернення до влади регента Іраку, принца Абд аль-Ілаха, британського союзника. Британці розпочали широку продемократичну пропагандистську кампанію в Іраку в 1941—1945 роках. Це сприяло Братству свободи, щоб прищепити громадянську гордість незадоволеній іракській молоді. Риторика вимагала внутрішньополітичних реформ і застерігала від посилення комуністичного впливу. Було активно використано Атлантичну хартію Черчилля-Рузвельта. Однак ліві групи застосували ту саму риторику, щоб вимагати виведення Британії. Пронацистська пропаганда була придушена. Гаряча комбінація пропаганди демократії, рухів за реформи в Іраку та зростаючих вимог щодо виходу Британії та проведення політичних реформ стала каталізатором післявоєнних політичних змін.

### 1950-ті роки
У 1955 Велика Британія була частиною Багдадського пакту. Король Іраку Фейсал II здійснив державний візит до Сполученого Королівства в липні 1956.
Британці мали план використати «модернізацію» та економічне зростання для вирішення ендемічних проблем Іраку соціальних та політичних заворушень. Ідея полягала в тому, що збільшене багатство завдяки видобутку нафти зрештою просочиться до всіх елементів і таким чином відверне небезпеку революції. Нафта була видобута, але багатство ніколи не досягало рівня еліти. Політико-економічна система Іраку поставила на вершину влади безпринципних політиків і багатих землевласників. Контроль залишався за допомогою всепроникної системи патронажу. Як наслідок, дуже мало з величезних багатств було розпорошено людям, і заворушення продовжують зростати. У 1958 році монарх і політики загинули під час жорстокого націоналістичного армійського повстання.
У 1961, після того, як Кувейт отримав незалежність від Великої Британії, іракський лідер генерал Кассем заявив, що він є невід'ємною частиною Іраку, і зосередив свої війська на кордоні з наміром захопити його силою. Британія була готова й направила війська, розміщені в районі Перської затоки, щоб відрадити іракців від збройного конфлікту. У 1979 році Саддам Хусейн захопив владу в Іраку від імені арабської націоналістичної партії Баас, світської організації, покликаної досягти єдності всіх арабів. У вересні 1980 року, коли іракські війська увійшли в Іран за наказом Саддама; Британія була однією з країн, які озброїли Ірак. Проте через десятиліття англо-іракські відносини зіпсувалися, коли Велика Британія підтримала коаліцію, яка витіснила Ірак з Кувейту.

## Сьогодення

### Війна в Іраку 2003
Британія знову опинилася в Іраку після вторгнення в 2003 році. Британські війська в основному базувалися в південному місті Басра, але після передачі Басри іракським силам у 2007 році і Ірак, і Британія наголосили на необхідності розвитку економічних відносин між двома країнами. країни. Це підтвердив міністр закордонних справ Великої Британії Девід Мілібенд під час свого нинішнього візиту до Іраку з нагоди того, що війська його країни передають кермо безпеки в Басрі іракським силам, і сказав:
«До весни 2008 року наша військова присутність у Басрі становитиме 2500 військовослужбовців. Зараз ми хотіли б зосередитися на нових перспективах співпраці в економічній, політичній та військовій сферах; наші сили змогли налагодити тісні зв'язки зі своїми іракськими колегами під керівництвом генерал-лейтенанта Мухана».
У заяві, опублікованій президентом Кабінету міністрів, цитується Аль-Малікі, який наголошує на прагненні свого уряду налагодити кращі відносини з Великою Британією та відкриває горизонти спільної співпраці в усіх сферах, зазначивши, що наступний етап стане свідком створення кількох проектів для реконструкції Басри. та всі інші провінції, закликаючи британський уряд активно сприяти цим проектам і сприяти розвитку іракської економіки. 22 травня 2011 року всі британські війська, що залишилися, покинули Ірак і були передислоковані до Кувейту після того, як уряд Іраку відхилив їхнє прохання залишитися в Іраку та продовжити місію.

### Розкриття економічного потенціалу Іраку
Підгрунття
Після трьох десятиліть конфлікту та міжнародних санкцій економіка Іраку має стати однією з найбільш швидкозростаючих у світі протягом наступних 10 років. Темпи зростання її ВВП на 2013 рік прогнозуються на рівні близько 14 % — в основному завдяки швидкому розвитку вуглеводневої галузі, яка вже генерує близько 8 мільярдів доларів на місяць доходів від нафти. На фоні цього значного потоку багатства прогнозується, що попит на імпорт в Іраку зросте на 150 % до 2020 року з великими можливостями в таких секторах, як:
- вироблення енергії
- інфраструктура
- охорона здоров'я
- освіти
- фінансові та професійні послуги
- телекомунікацій
- безпеки
- ІКТ

Британські компанії мають особливо хороші можливості для отримання капіталу від інвестиційних можливостей в Іраку, враховуючи значні історичні та культурні зв'язки, які існують між Великою Британією та Іраком, а також надійну репутацію Великої Британії щодо якості та чистої ділової практики.
У 2011 році британський експорт до Іраку склав 782 мільйони фунтів стерлінгів, а торік експорт товарів зріс на 40 %. Але тут все ще існують значні проблеми для ведення бізнесу. Корупція, бюрократія, відсутність прозорості та десятиліття недостатнього інвестування в ключову інфраструктуру — все це сприяє тому, що Ірак продовжує залишатися поганим у глобальному рейтингу легкості ведення бізнесу. І хоча уряди Великої Британії та Іраку спільно працюють над усуненням низки основних бар'єрів у торгівлі, Ірак залишається складним ринком для ведення бізнесу, особливо для недосвідчених експортерів.
Безпека також залишається головним питанням для компаній, які хочуть працювати в Іраку, і відвідувачам настійно рекомендується ознайомитися з порадами FCO щодо подорожей до Іраку перед поїздкою. У більшості регіонів країни діловим відвідувачам також слід розглянути можливість використання приватної охорони під час планування поїздки. Комерційна команда UKTI в Багдаді може надати контактну інформацію приватних охоронних компаній, що працюють в Іраку.
Дії британського уряду:
- Заохочення уряду Іраку та регіонального уряду Курдистану ухвалити та впровадити нове законодавство про вуглеводні та розподіл доходів.
- Внесок у розробку Іраком стратегічного бачення енергетичного сектору.
- Заохочення уряду Іраку відігравати відповідальну роль в ОПЕК та інших міжнародних енергетичних установах.
- Співпраця з ЄС над стратегічним партнерством з Іраком, включаючи заохочення експорту газу до ЄС.
- Підтримка британських компаній в отриманні контрактів високої вартості в Іраку.
- Поліпшення візових операцій Великої Британії в Іраку.
- Заохочення та підтримка уряду Іраку у вирішенні проблем, які перешкоджають підприємницькій діяльності, та заохочення внутрішніх інвестицій.
- Підтримка зростання приватного сектора в Іраку, що веде до створення робочих місць.
- Побудова партнерства між коледжами та університетами Великої Британії та Іраку для підтримки покращення навчання та розвитку професійних, академічних і професійних навичок.
- Поліпшення надання освіти та навчання в державному секторі.
- Заохочення фінансованих Іраком стипендій для Великої Британії.
- Прагнення зменшити обмеження для банків, які мають право випускати акредитиви.
- Заохочення ринку, відкритого для іноземних банків, і підтримка зусиль британських банків щодо виходу та зростання.
- Підтримка розвитку роздрібного банківського обслуговування для надання малих кредитів приватному бізнесу та населенню.

Торгові та інвестиційні послуги Великої Британії
Торгівля та інвестиції Великої Британії (UKTI) допомагає британським компаніям досягати успіху в глобальній економіці. Вони також допомагають закордонним компаніям привнести свої високоякісні інвестиції в динамічну економіку Великої Британії.
UKTI пропонує досвід і контакти через свою розгалужену мережу спеціалістів у Великій Британії, а також у британських посольствах та інших дипломатичних установах по всьому світу. Вони надають компаніям інструменти, необхідні для конкурентоспроможності на світовій арені.
В Іраку UKTI має комерційний персонал у посольстві Великої Британії в Багдаді, який займається торгівлею в центрі та на півдні країни, включаючи Басру, а також у британському консульстві в Ербілі, який займається торгівлею в регіоні Курдистану.
Обов'язки UKTI
Комерційні команди UKTI в Іраку допомагають британським компаніям визначити можливості в країні та підтримують їх у виході на ринок. Вони також співпрацюють з урядом Іраку, щоб виявити та подолати перешкоди для ведення бізнесу в Іраку, зокрема через Спільну міністерську торгову раду Великої Британії та Іраку.
The Iraq UK Gateway
Iraq UK Gateway є британською компанією, яка була створена для сприяння транзакціям між компаніями шляхом надання іракським компаніям надійного доступу до британського ринку та промисловості, пошуку продуктів, а також звернення до відомих компаній для просування значною мірою невикористаного потенціалу для іраксько-британського співробітництва.
Він пропонує британським підприємствам шлях для вивчення нових можливостей для бізнесу та розширення свого ринку на міжнародному рівні. Ірак має всі компоненти успіху, національну волю та рішучість стати однією з найбагатших і найуспішніших економік світу, що розвиваються. Вони співпрацюють з обома сторонами, щоб подолати існуючі проблеми, і мають хороші можливості для заохочення більшої участі та залучення британського бізнесу до економіки Іраку, що швидко розвивається.
Наразі це віддана невелика команда професіоналів, яка активно працює з іншими професійними партнерами, і разом вони можуть допомогти іракським і британським компаніям пройти інколи складний шлях до успішної торгівлі в Іраку та Великої Британії та з ними.